# Каре (шикування)

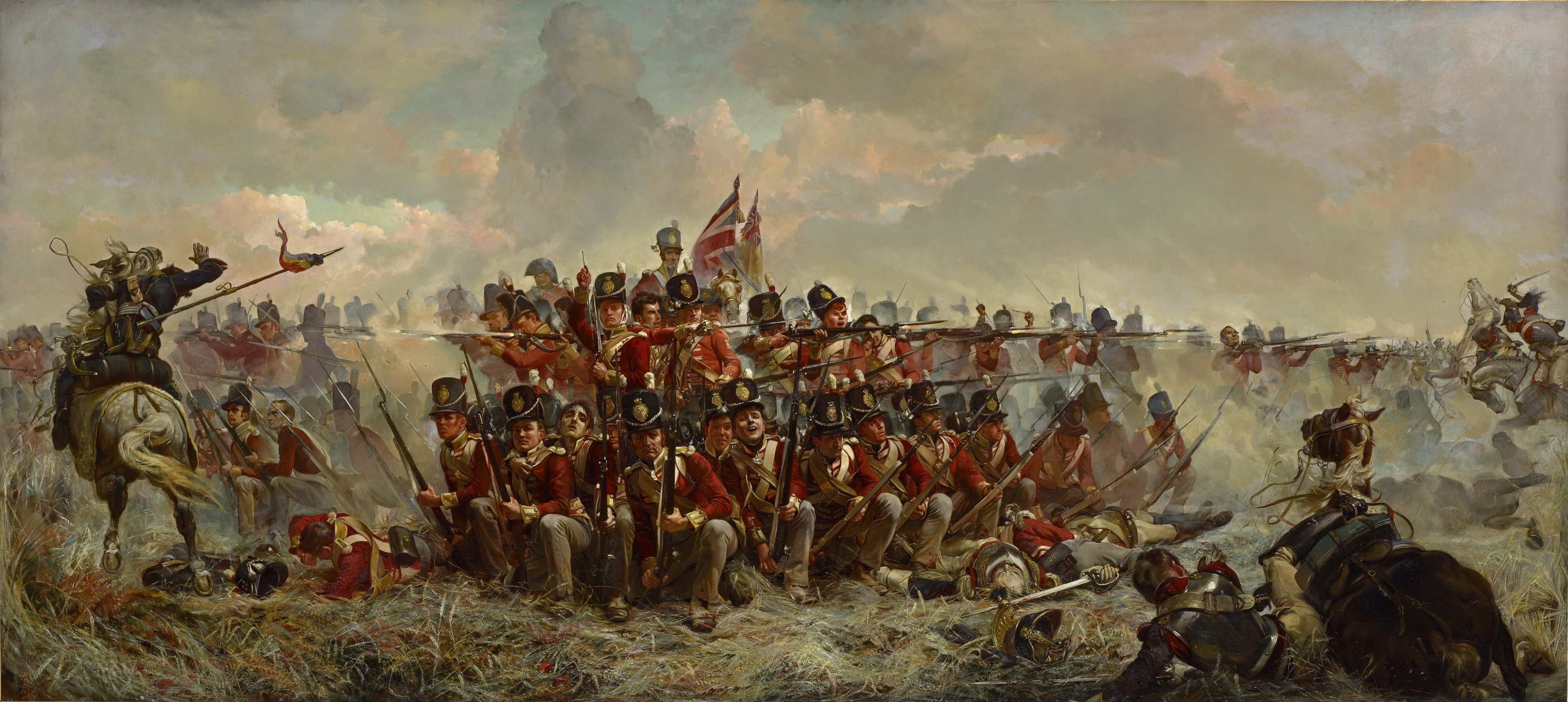
Британці в каре

Каре́(фр. carré — «квадрат», «квадратний») — бойовий порядок піхоти, вишикуваної у вигляді квадрата. Застосовувався в різних європейських арміях XVII—XIX століття для відбиття атак кавалерії, а також слабоозброєної піхоти. Однак слабкістю каре була висока вразливість перед вогнем артилерії, скупченість піхотинців, представляли відмінну ціль для гармат. У російській армії каре особливо часто використовувалися в війнах з Туреччиною. У каре зазвичай по 800 чоловік, але не завжди. Шикування в каре використовували декабристи під час повстання на Сенатській площі.

## Історія
- 1384: Битва при Атолейруші